# Crátera de Anfiarao

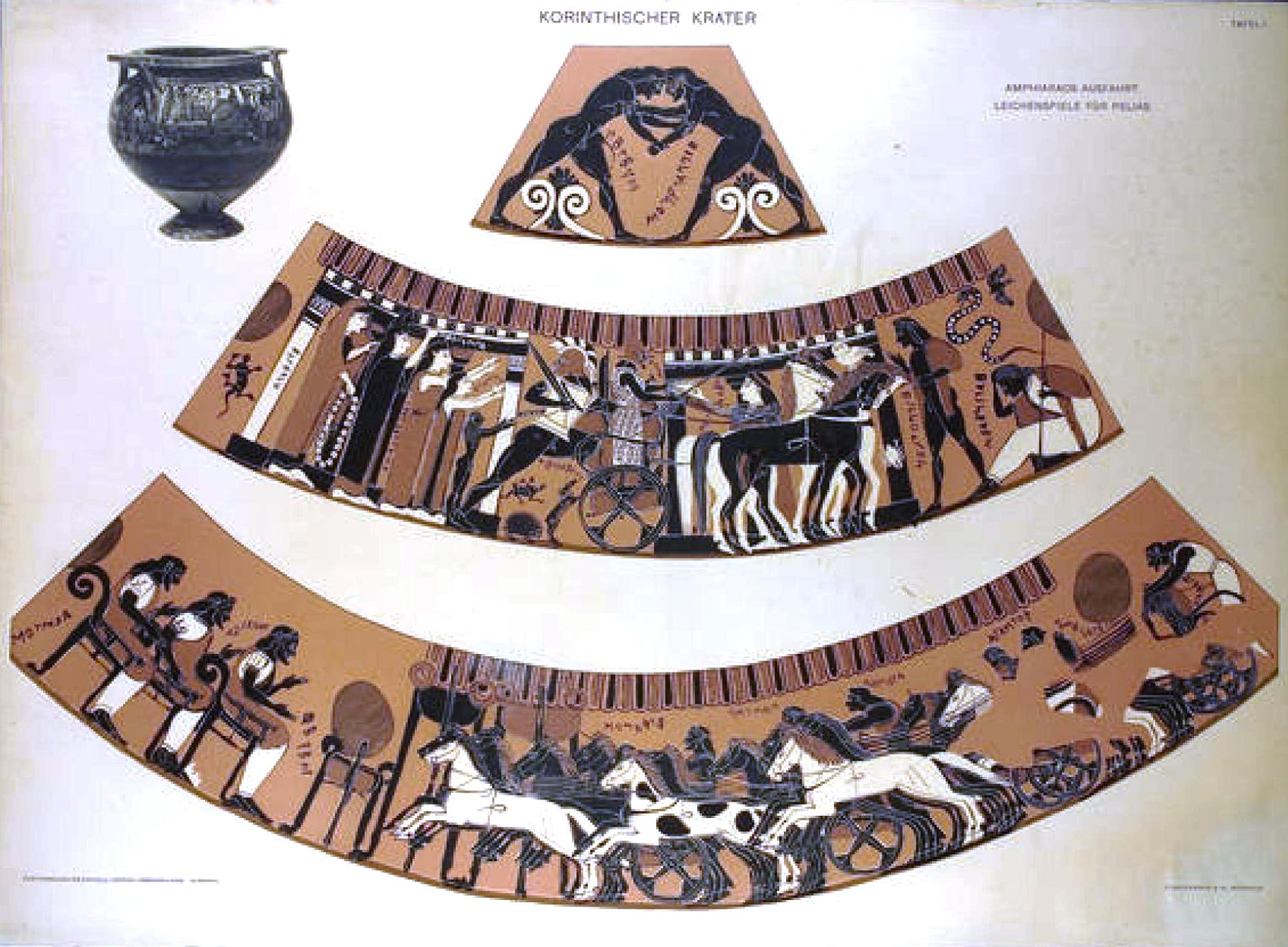
Crátera de Anfiarao.

La crátera de Anfiarao es una crátera de columnas corintia tardía de fondo rojo  Se considera la obra maestra del Pintor de Anfiarao (de quien su vaso epónimo se trata) y uno de los principales ejemplos de la pintura de vasos de fondo rojo de Corinto.
Datada alrededor del 560 a. C., representa en su anverso un friso de jinetes y, sobre él, la partida de Anfiarao. El reverso estaba decorado con un friso de batalla, sobre el cual también aparece Anfiarao, esta vez participando en los juegos funerarios de Pelias. Bajo una de las asas, se representa una lucha libre. Las pinturas de la vasija son especialmente coloridas y detalladas. Así, se aprecia la ira en los ojos de Anfiarao, al mirar a Erífile, el único miembro de su familia que no deseó su regreso sano y salvo. Un vidente afligido anuncia la inminente muerte del héroe. La misma escena fue representada en el cofre de Cípselo de Olimpia, según lo descrito por Pausanias  La crátera estuvo expuesta en la Colección de Antigüedades de Berlín, pero desapareció al final de la Segunda Guerra Mundial. Desde 1945, la crátera del Anfiarao se conserva en el Museo Estatal de Historia de Moscú.